# Frank Acheampong
Frank Acheampong (ur. 16 października 1993 w Akrze) – ghański piłkarz grający na pozycji napastnika w chińskim klubie Shenzhen FC.

## Kariera klubowa
Acheampong karierę rozpoczął w rodzinnym kraju, w klubie King Faisal Babes. Następnie występował w Berekum Chelsea, a w 2011 roku trafił do Tajlandii, do Buriram United. W styczniu 2013 roku przeniósł się do belgijskiego klubu RSC Anderlecht. W 2017 roku przeszedł do chińskiego Tianjin Teda.

## Kariera reprezentacyjna
W reprezentacji Ghany zadebiutował 15 sierpnia 2012 roku w towarzyskim meczu przeciwko Chinom.